# New Taipei City Art Museum

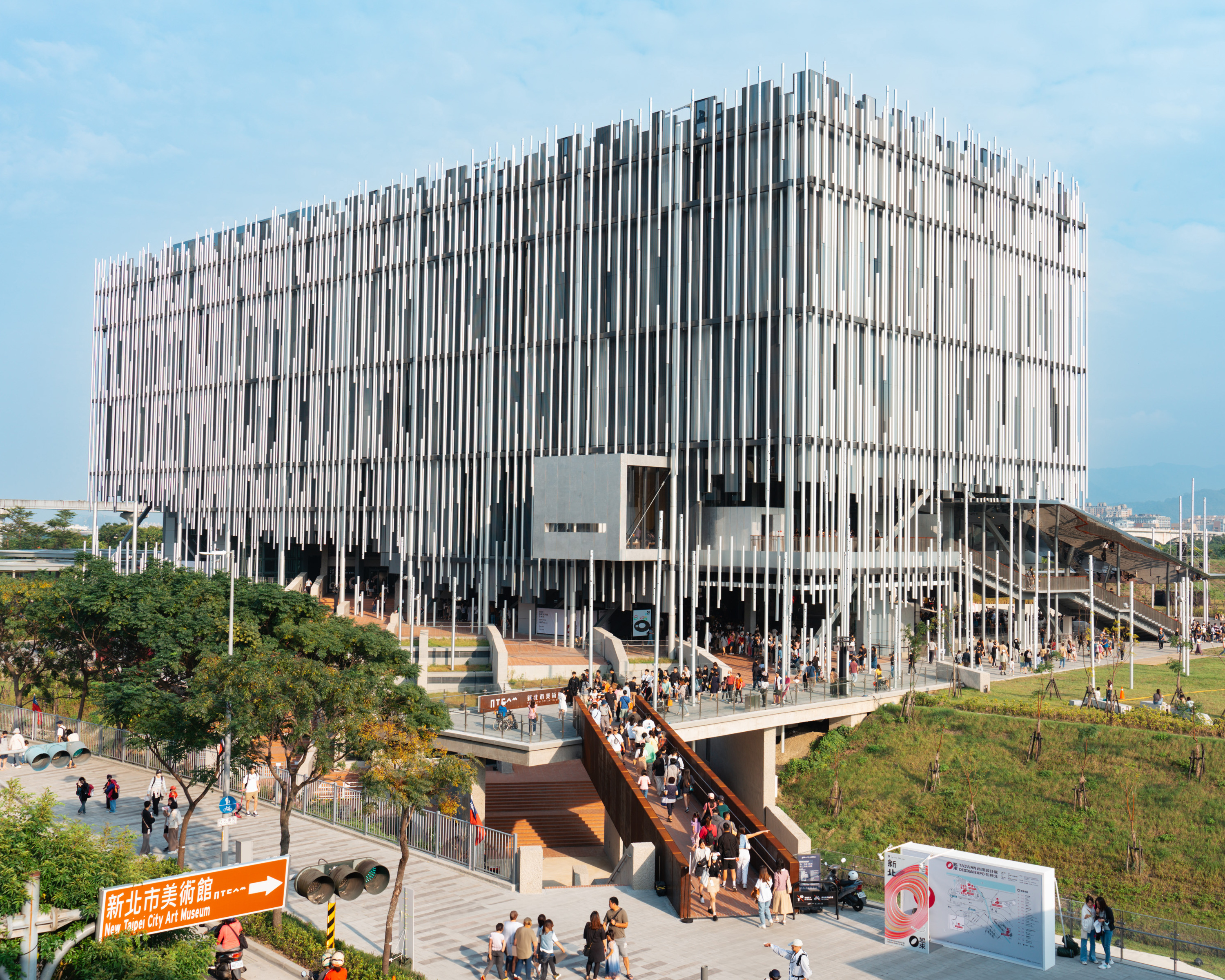

Het New Taipei City Art Museum of NTCAM (Chinees: 新北市美術館) is een museum in het Taiwanese Nieuw Taipei. Het museum werd ontworpen door architect Kris Yao. De bouw begon in 2018 en het museum werd geopend in 2023.